# Francisco Solano López (historietista)
Francisco Solano López (Buenos Aires, 26 de octubre de 1928 - Buenos Aires, 12 de agosto de 2011) fue un dibujante y artista argentino. Considerado como uno de los dibujantes más importantes de la historieta argentina, su obra más reconocida es El Eternauta. Comparte nombre con el presidente paraguayo Francisco Solano López (1826-1870), de cuyo hermano Venancio era descendiente.

## Biografía
Nació el 26 de octubre de 1928 en la ciudad de Buenos Aires, es bisnieto del Primer Presidente constitucional paraguayo Don Carlos Antonio López y nieto de Venancio López hermano del Mariscal Francisco Solano López, hijo de Carlos Antonio López Blomberg y Carmen Fontaine. La carrera de Solano López se inicia en 1953, cuando comienza a trabajar en la Editorial Columba con el guionista Roger Plá para realizar la historieta Perico y Guillermina.
Armó una dupla con el guionista Héctor Germán Oesterheld (1919-1978) a partir de 1955, al reemplazar a Campani en la serie Bull Rocket de la revista Misterix. Formó parte de la Editorial Frontera desde el principio, y, siempre con guiones de Oesterheld, trabajó en las series Joe Zonda y Rul de la Luna, para la revista Frontera; Rolo el marciano adoptivo, para Hora Cero, más numerosos episodios de Ernie Pike: El Cuaderno Rojo.
En la editorial, Oesterheld se ponía de acuerdo con los dibujantes acerca de las historietas en las que debían trabajar. Solano López pidió ilustrar una serie de ciencia ficción, pero con un tono más realista que sus trabajos anteriores. Esto llevó a la publicación de El Eternauta, que, aunque presenta elementos del género como invasiones extraterrestres o armamentos fantásticos, no pone el acento en éstos sino en las reacciones de personas comunes ante una terrible tragedia. La serie se comenzó a publicar en Hora Cero semanal el 4 de septiembre de 1957, y se extendió hasta el número 106, dos años después. Esta historieta fue reeditada en numerosas ocasiones a lo largo del tiempo, e incluso Oesterheld la recreó en 1969 con ilustraciones de Alberto Breccia.

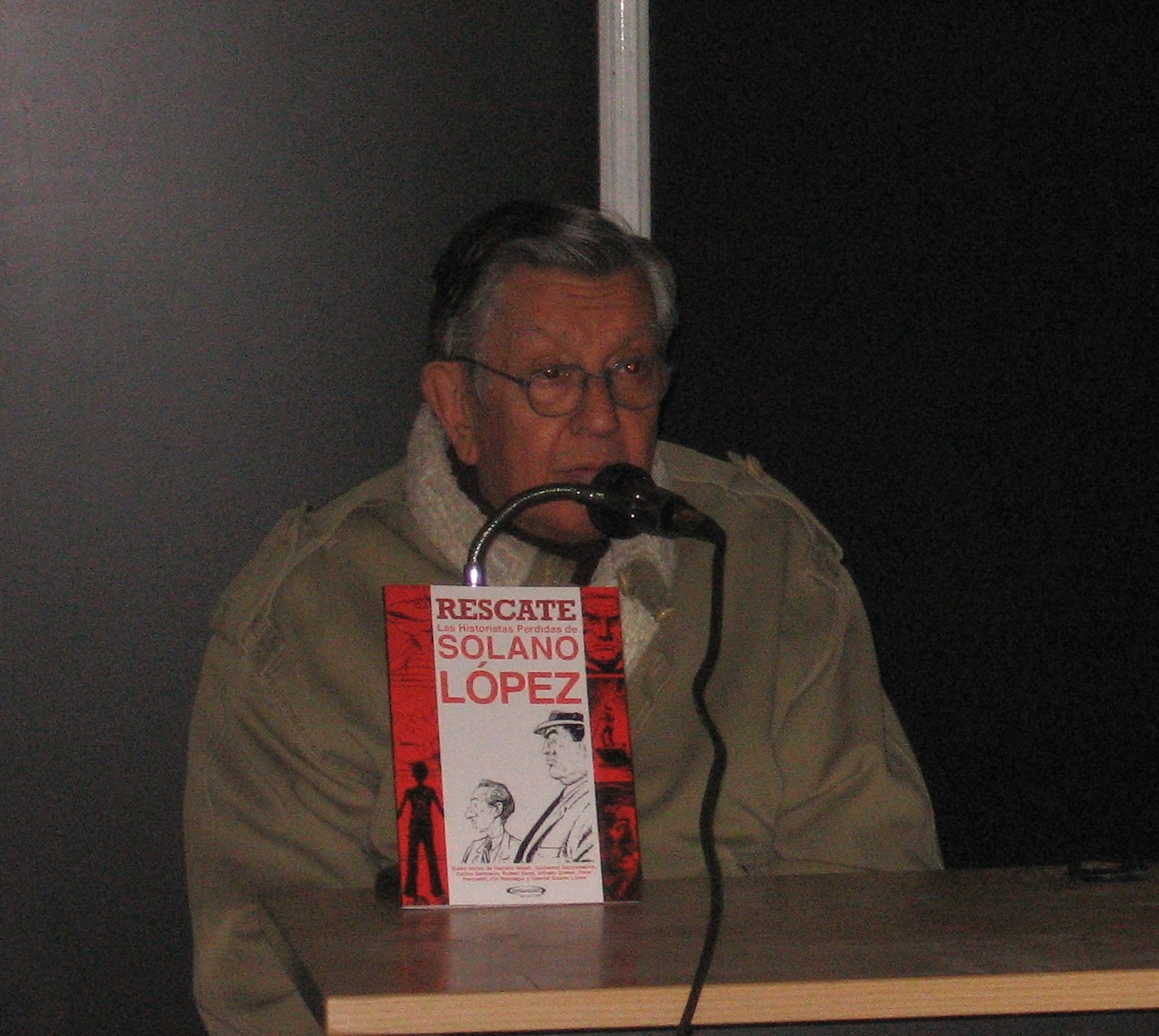
Francisco Solano López en Animate 2007.

Solano se mudó a Europa en 1963, en donde trabajó para la editorial Fleetway en Galaxus, Kelly Ojo Mágico, Adam Eterno, Profesor Kraken, etc. En 1968, regresó al país y volvió a trabajar para Columba.
El éxito de las reediciones de El Eternauta lo reunió de nuevo con Oesterheld, en 1976, en El Eternauta II, para la revista Skorpio. Y ese mismo año comenzó también a colaborar con Ricardo Barreiro, en la historieta Slot Barr.
Cuando, pese a su oposición, su hijo menor comenzó a militar en Montoneros, temiendo por su vida, en 1977 emigra con su familia a España. Allí creó Ana e Historias tristes. 
Luego se muda a Río de Janeiro y trabaja a distancia para editoriales estadounidenses, y continúa al regresar a Buenos Aires. Abarca diversos géneros, y comienza a trabajar con Pablo Maiztegui, quien firmaba como "Pol". Junto a él, en 1977, vuelve a realizar El Eternauta, con el episodio "El Mundo Arrepentido". Situada tras el final de la primera versión, relata uno de los incontables viajes que el protagonista asegura haber realizado antes de aparecer frente al guionista ante quien relató la historia original de El Eternauta. Fue publicada en la revista Nueva, editada en el interior del país, y más adelante fue recopilada.
En 1980, dibuja la serie bélica Águila Negra, con guion de Ray Collins, para Nippur Magnum de Columba. En Superhumor publicó Calle Corrientes, con guion de Guillermo Saccomano. Con el regreso de la democracia en la Argentina, publica en la revista Fierro las historietas Ministerio, El Instituto y El televisor, con guiones de Ricardo Barreiro. Y también ilustró a Evaristo, con guiones de Carlos Sampayo, una versión en historieta del entonces célebre comisario Evaristo Meneses 
Durante 2001 vuelve a retomar El Eternauta, esta vez con una historia más ambiciosa. Omitiendo por completo la continuación de la segunda parte, se sitúa 40 años en el futuro en una Buenos Aires reconstruida por los invasores, donde masivos lavados cerebrales a los sobrevivientes hicieron a la gente creer que la llegada fue pacífica, y sólo unos pocos rebeldes conocen la verdad de la invasión. La intención de los autores fue retratar una forma diferente de dominación, basada no en el poderío militar sino en la manipulación de las masas. Solano López lo explicaba así:

Estamos echando una mirada sobre la actualidad, basados en una metáfora explícita: el país invadido por extraterrestres, que son en realidad las finanzas internacionales. En esta parte nos interesó mostrar cómo lograron los invasores perpetuar la dominación a través de los mecanismos de la democracia. Tal como pasó en América Latina con Collor de Melo, Alan García o Menem.

Se comenzó a editar en julio de 2003, en nueve entregas.
Dada su buena recepción, se continuó con una nueva parte, La búsqueda de Elena (la esposa de Juan Salvo, perdida al final de la primera historia), de seis números publicados a partir de abril de 2006, junto a una reedición de Marcianeros. Estaba previsto el final en el 2007, pero llegó a publicarse recién en 2010 en tres entregas.
El 9 de octubre de 2008 Francisco Solano López fue declarado «personalidad destacada de la cultura» de la Ciudad de Buenos Aires por iniciativa del Legislador Julián D´Angelo. La ceremonia tuvo lugar en el salón San Martín del palacio legislativo.
Francisco Solano López falleció durante la madrugada del viernes 12 de agosto de 2011 luego de haber sufrido una hemorragia cerebral de la que no se pudo recuperar. En 2012, la Fundación Konex le otorgó un Diploma al Mérito post mortem por su gran trayectoria como humorista gráfico.

## Obra
| Años            | Título                                | Guionista                   | Tipo                 | Publicación                                       |
| --------------- | ------------------------------------- | --------------------------- | -------------------- | ------------------------------------------------- |
| 1953            | Perico y Guillermina                  | Roger Plá                   | Serie                | Fantasía (Álbum) (Argentina)                      |
| 1954            | Pablo Maran                           | Julio Almada                | Serie                | Súper Rayo Rojo (Argentina)                       |
| 1955            | Uma-Uma                               | Héctor Germán Oesterheld    | Serie                | Rayo Rojo (Argentina)                             |
| 07/1955-1959    | Bull Rockett                          | Héctor Germán Oesterheld    | Serie                | Misterix (Argentina)                              |
| 04/1957-01/1958 | Joe Zonda                             | Héctor Germán Oesterheld    | Serie                | Frontera (Argentina)                              |
| 1957-1959       | Ernie Pike                            | Héctor Germán Oesterheld    | Serie                | Suplemento Semanal Hora Cero (Argentina)          |
| 1957-1958       | Rolo, el marciano adoptivo            | Héctor Germán Oesterheld    | Serie                | Suplemento Semanal Hora Cero (Argentina)          |
| 1957-1959       | El Eternauta                          | Héctor Germán Oesterheld    | Serie                | Suplemento Semanal Hora Cero (Argentina)          |
| 1958            | El cuaderno rojo: Ernie Pike          | Héctor Germán Oesterheld    | Serie                | Hora Cero (Argentina)                             |
| 04/1958-01/1959 | Spitfire                              | Héctor Germán Oesterheld    | Serie                | Hora Cero Extra! (Argentina)                      |
| 06/1958-09/1959 | Rul de la Luna                        | Héctor Germán Oesterheld    | Serie                | Frontera (Argentina)                              |
| 01/1960-12/1969 | Target Top Secret y otras             | varios                      | Historias cortas     | Air Ace Picture Library (Reino Unido)             |
| 10/1961-02/1971 | Man of Destiny y otras                | varios                      | Historias cortas     | War Picture Library (Reino Unido)                 |
| 04/1962         | Battler Britton and the Jinx Squadron |                             | Historia corta       | Thriller Picture Library (Reino Unido)            |
| 07/1962-08/1964 | Kelly's Eye y otras                   | varios                      | Series               | Knockout/Valiant (Reino Unido)                    |
| 08/1962-1/1964  | Marcianeros                           | Héctor Germán Oesterheld    | Serie                | Super Misterix 715-148                            |
| 10/1962         | Bomb Run                              |                             | Historia corta       | Battle Picture Library (Reino Unido)              |
| 11/1962-01/1963 | Close Quarter y otras                 | varios                      | Historia corta       | War at Sea Picture Library (Reino Unido)          |
| 06/1964-08/1978 | The Drowned World y otras             | varios                      | Series               | Buster (Reino Unido)                              |
| 10/1965-07/1967 | The Ugly Duckling y otras             | varios                      | Series               | Lion Picture Library (Reino Unido)                |
| 03/1965         | Coward's Brand                        |                             | Historia corta       | Valiant Picture Library (Reino Unido)             |
| 03/1968-01/1975 | Raven on the Wing y otras             | varios                      | Series               | Valiant (Reino Unido)                             |
| 11/1968-03/1971 | Murphy's Magic Mauler y otras         | varios                      | Historias cortas     | Lion (Reino Unido)                                |
| 03/1969-05/1974 | Janus Stark                           |                             | Serie                | Smash/Valiant (Reino Unido)                       |
| 03/1969-04/1971 | Master of the Marsh                   |                             | Serie                | Smash (Reino Unido)                               |
| 02/1971-10/1976 | Adam Eterno                           |                             | Serie                | Thunder/Lion/Valiant (Reino Unido)                |
| 05/1971-10/1971 | Carno's Cadets                        |                             | Serie                | Jet (Reino Unido)                                 |
| 06/1971-10/1974 | Nipper                                |                             | Serie                | Scorcher and Score/Score N'Roar (Reino Unido)     |
| 12/1971-04/1972 | Marvo Luna                            | Héctor Germán Oesterheld    | Serie                | Billiken (Argentina)                              |
| 08/1974         | La última batalla                     | Alfredo Julio Grassi        | Historia corta       | Suplemento Skorpio Extra: Corto Maltés N.º 1      |
| 10/1974         | Acuérdate...                          | Jorge Claudio Morhain       | Historia corta       | Skorpio N.º 4 (Argentina)                         |
| 04/1976         | Ernie Pike: El mejor                  | Héctor Germán Oesterheld    | Historia corta       | Skorpio N.º 19 (Argentina)                        |
| 1976-1977       | Slot-Barr                             | Ricardo Barreiro            | Serie                | Skorpio (Argentina)                               |
| 1977            | Ana                                   | Gabriel Solano López        | Historia corta       | Libro (Argentina)                                 |
| 1977            | Historias tristes                     | Gabriel Solano López        | Historias cortas     | Libro (Argentina)                                 |
| 1976-4/1978     | El Eternauta II                       | Héctor Germán Oesterheld    | Serie                | Skorpio Nº15 a 41                                 |
| 1980            | Águila Negra                          | Ray Collins                 | Serie                | Nippur Magnum (Argentina)                         |
| 198?            | La Guerra del Paraguay                | Gabriel Solano López        | Serie                |                                                   |
| 1981            | Calle Corrientes                      | Guillermo Saccomanno        | Serie                | Superhum® (Argentina)                             |
| 12/1984-1986    | Evaristo                              | Carlos Sampayo              | Serie                | Fierro (Argentina)                                |
| 1986            | Ministerio                            | Ricardo Barreiro            | Serie                | Fierro (Argentina)                                |
| 08/1987-11/1990 | Jimmy                                 |                             | Serie                | Roy of the Rovers (Reino Unido)                   |
| 08/1988-11/1988 | The Louts of Liberty Hall             |                             | Serie                | Hot-Shot (Reino Unido)                            |
| 12/1988 - 1990  | Ozzie the Loan Arranger               |                             | Serie                | Hot-Shot/Roy of the Rovers (Reino Unido)          |
| 1990            | El Instituto                          | Ricardo Barreiro            | Serie                | Fierro (Argentina)                                |
| 1991            | El Televisor                          | Ricardo Barreiro            | Serie                | Fierro (Argentina)                                |
| 04/1990-02/1991 | Dark Angels                           |                             | Serie                | Eagle (Reino Unido)                               |
| 1994-1995       | Bram Stoker's Burial of the Rats      | Jerry Prosser               | Serie                | Revista propia (EE. UU.)                          |
| 1995            | El día del juicio                     | Ricardo Barreiro            | Serie                | Libro (Argentina)                                 |
| 09/1996-09/1997 | The Real Adventures of Jonny Quest    | Kate Worley                 | Serie                | Revista propia (EE. UU.)                          |
| 1997            | El eternauta: El mundo arrepentido    | Pablo Pol Maiztegui         | Serie                | Nueva (Argentina)                                 |
| 12/1997-02/1999 | Aliens: Kidnapped                     | Justin Green y Jim Woodring | Serie                | Revista propia (EE. UU.)                          |
| 09/1998-?       | Internautas                           | Pablo Pol Maiztegui         | Serie                | Clarín (Argentina)                                |
| 2001-2010       | El eternauta: El regreso              | Pablo Pol Maiztegui         | Serie                | Lanciostory (Italia)/Revista propia (Argentina)   |
| 03/2001-01/2002 | Sexy Symphonies                       | Francisco Solano López      | Historias cortas     | Revista propia (EE. UU.)                          |
| 2002            | sin título                            | Pablo Pol Maiztegui         | Historia corta       | Libro 9-11: Artists Respond, Volume One (EE. UU.) |
| 2007            | El atajo                              | Juan Sasturain              | Historia corta       | Revista de la Biblioteca Nacional (Argentina)     |
| 2010            | La guerra de la Triple Alianza        | Roberto Lorenzo             | Historia corta       | Libro La patria dibujada (Argentina)              |
| 2011            | La sección imposible                  | Teodoro Boot                | Serie                | Sitio web de la agencia Télam (Argentina)         |
| 2011            | Eva de la Argentina                   | María Seoane                | Diseño de personajes | Película (Argentina)                              |

## Filmografía
- H. G. O. (1999)
- Imaginadores (2008)